# Джон Картер (Техас)
Джон Райс Картер (англ. John Rice Carter; нар. 6 листопада 1941, Х'юстон, Техас) — американський колишній суддя і політик-республіканець, з 2003 року він представляє 31-й округ штату Техас у Палаті представників США. Картер був обраний секретарем Республіканської конференції Палати у листопаді 2006.
У 1964 році він здобув ступінь бакалавра в галузі історії у Техаському технологічному університеті, а у 1969 — ступінь доктора права у Техаському університеті в Остіні.
Картер працював юрисконсультом Комітету з сільського господарства Палати представників Техасу й у юридичній фірмі у Раунд-Року. Він був окружним суддею у Вільямсоні з 1981 по 2001.
Він відомий як автор закону, який спрощує виявлення крадіжки особистих даних і збільшує покарання для цих злочинців. Закон був підписаний президентом Джорджем Бушем у 2004 році.
Одружений, має чотирьох дітей. Картер є членом Євангелічно-Лютеранської Церкви в Америці.